# 회자 (화폐)

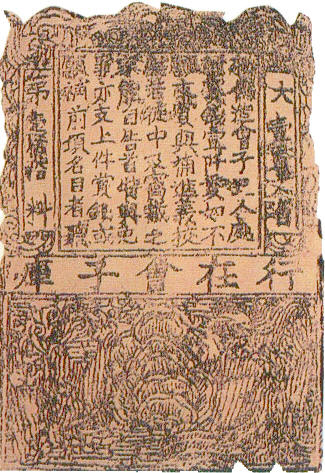
회자의 인쇄본. 가운데 가로쓰기로 행재회자고(行在會子庫)라는 큰 글씨가 있는데, 행재란 '임시 수도'를 가리킨다. 오른쪽 위에는 '대일관문성'(大壹貫文省), 왼쪽 위에는 '제일백급과'(第壹佰拾料)라는 회자의 액면가를 나타내는 글자가 쓰여 있다. 가운데 쓰인 글은 칙령에 따라 회자를 위조하는 자는 처단할 것이며, 자수하면 죄를 묻지 않을 것이고 신고하는 자는 포상하겠다는 내용이다.

회자(會子)는 중국 남송 왕조의 지폐이다. 소흥 30년(1160년) 남송의 수도 임안(臨安)에서 처음 발행되었다.

## 발행
소흥 말년에 남송은 동전 공급이 부족해지자 비용 조달을 위해 '회자'라는 지폐를 사용하기 시작했으며, 처음에는 임안 지역에서 사용되었는데 '동남회자'(東南會子)라 불렸다.
소흥 30년(1160년) 2월, 전단례(錢端禮)가 임안태수(臨安太守)가 되어 앞서 사천(四川)에서 발행하던 교자를 모방하여 회자 발행을 관의 업무로 시행하게 되었고, "성 안팎에서 (회자를) 동전과 함께 통용하는 것을 허락하였다." 이후 남송 왕조는 정식으로 행재회자무(行在會子務)를 두어 회자 발행 업무를 맡게 하였다.
회자는 1관, 2관, 3관으로 나뉘며(관은 도라고도 하였다) 남송의 동남(東南) 각 로(路)에서 유통되어 '동남회자'라고도 불렸다. 당시 호부시랑(戶部侍郎, 기획재정부 차관)을 맡고 있던 전단례가 회자 관련 업무를 주재하였으며, 회자를 발행하는데 사용되는 종이는 휘(徽), 지(池) 등지에서 조달하여 성도와 임안에서 발행하였는데, 송 황실에서도 좌폐전(左帑錢) 10만 민(緡)을 주어 회자 발행 및 유통의 자본으로 삼도록 하였다.
남송 정부가 회자를 발행하기 시작한 뒤, 반복적인 시도 끝에 마침내 '전회중반제'(錢會中半制)라는 시스템을 확립하게 되었다. 즉 정부 지출의 절반을 동전, 절반을 회자로 지불하는 시스템이었다. 전회중반제의 시행은 회자의 신용을 유지하며 가치 절하를 방지하는 데에 목적이 있었다. 양절동서로(兩浙東西路), 강남동서로(江南東西路), 호남(湖南) 등과 같은 일부 지역도 회자를 발행하면서 회자는 점차 중국 안에서 대중화되어 기축통화가 되었고 동전은 사라지기 시작했으며, 나중에 가서는 일반 서민들도 회자로 가격을 표시하게 되었다.
효종의 치세에는 군비 지출이 급증하였고 정부는 더 많은 회자를 발행했다. 새로 발행된 지폐 모두가 임안에서 동전으로 교환되지는 못했다. 정부는 '도독부회자'(都督府會子, '회남교자'라고도 한다)와 '호북회자'(湖北會子) 등의 영을 내려 건강과 악주에서 각기 동전으로 교환하게 하였다. 수도 임안의 자금 부족을 심화시키지 않는 동시에 다른 지역의 회자가 수도에 유입되는 것을 방지하기 위한 것이었다. 효종은 한때 강북 지역에서 동남회자를 사용하지 말 것을 명령하였지만, 이는 상인들의 자유로운 무역을 방해했으며, 나중에 강북에서도 동남회자를 사용할 수 있도록 허용되었지만 이를 동전으로 교환 할 수는 없다.
효종 융흥(隆興 원년(1163년)에 또 200, 300, 500문의 액면가를 가진 회자를 만들었다. 이 무렵의 문인 홍괄(洪适)은 호부걸면발견전폐자(户部乞免发见钱札子)에서 "작은 군은 산골짜기에 있는데 부를 쌓은 집이 없다. 부유한 상인의 발자취가 이르지 않으니 저자에서 화폐가 도는 일도 몹시 적어, 민간에서는 모두 회자를 내어 세금을 낸다."라고 쓰고 있다.
금(金)과의 전쟁 동안 금 해릉양왕이 군대를 이끌고 남하하여 지폐가 계속 발행되었으며, 몇 년 사이에 회자의 가치 저하가 일어났다. 건도(乾道 2년(1166년) 11월 14일 시점에서 총 1,560만 도(관)가 발행되었다. 건도 3년(1167년) 12월 칙령으로 내고의 은 200만 냥을 풀어 낡은 회자 500만 냥을 교환해 주고, 낡은 회자를 모두 수거하여 불태웠다. 이후 격년으로 3년을 주기로 각 주기마다 새로 회자를 발행하며 회자의 발행 규모도 1천만 관으로 제한하게 되었다.
남송 초기에는 '전회중반제'를 유지하기 위해 되도록 비율을 쉽게 바꾸지 않았다. 그러나 동전이 귀해지자 정부는 수입 면에서 전회중반제 방침을 버리고 회자의 비율을 높이거나 심지어 전액 회자로 지불하기도 하였다. 이렇듯 갈수록 회자의 가치는 떨어졌지만 민간에서 점차 주요 화폐로 동전을 대체해 나갔다. 회자는 국가에 양세(兩稅)를 납부하고 비단이나 동전으로 교환하는데 쓸모가 있었으므로 농민들까지도 회자를 사용하게 되어 중국에서 지폐 사용은 빠르게 진전되었던 것이다.
영종(寧宗) 가태(嘉泰) 3년 (1203년), 항주회자고(杭州会子库)에는 감관(감독관)을 설치하였다. 개희(开禧) 3년(1207년) 남송 왕조는 평균 세입의 82%에 해당하는 회자를 발행했다. 가정 2년(1209년) 회자의 유통액은 1억 1,560만 관으로 건도 4년의 11배였다. 가정 11년(1218년)에 금나라에 대한 군사 지출을 위해 추가로 500만 도의 회자가 발행되었다.
회자의 유통이 점차 증가함에 따라 남송 조정은 위조 회자의 유통을 방지하기 위해 분계(分界)라고 하여 회자 발행 및 사용 기한에 제한을 두었다. 건도 4년에 처음으로 정한 이후 3년 주기로 3년에 한 번 회자를 새로 발행하여 이전의 회자를 교환해 주었으며, 교환하지 않은 예전 발행 회자는 모두 가치를 상실하게 하였다.
이를 통해 옛 회자를 회수하고 회자의 가치를 유지하였지만, 엄격하게 시행되지는 않았다. 순우 7년(1247년)에는 17, 18계(회차) 발행 회자까지 사용 제한을 없애겠다고 규정하여 경계 분배 방식을 취소하였는데, 이는 극심한 인플레이션을 일으켜 18계 발행분 200관짜리 회자를 가지고는 짚신 한 켤레 살 수 없을 정도였다.
따로 연석회자(铅锡会子)라는 것도 있었는데, 이는 납과 주석을 정부에 판매하고 얻은 현금 인출 증명서였다. 사료상으로 전하는 것으로는 환유전회자(還有錢會子), 기부전물회자(寄附钱物会子)도 있었다.

## 가치 절하
이종(理宗) 소정(绍定) 3년(1230) 이후 이전의 난이 있었고, 이듬해 몽골 제국의 군대가 사천과 섬서를 공격했다. 소정 5년에는 회자의 발행 수는 3억 2,900만으로 33배나 증가하였으며, 그만큼 위조 회자의 수도 늘어났다.
순우 5년(1245년)에도 회자를 통한 대량의 군수 조달이 있었다. 순우 6년(1246년)에는 각계각층에 총 6억 5천만 명의 회자가 있었다. 순우 7년(1247년), 회자는 악성 팽창 현상에 이르렀다. 순우 9년(1249년), 회자는 한 관에 동전 6백 문의 가치를 가지고 있었다.
경정 5년(1264년), 가사도(賈似道)가 권력을 잡았을 때 그는 가치가 떨어진 회자를 대체하기 위해 1관에 동전 770문에 해당하는 견전관자(見錢關子)를 발행했다. 몽골군이 남하한 후 회자와 관자 모두 원 조정에서 발행한 교초로 대체되었다.

## 같이 보기
- 교자 (지폐)
- 전인
- 관자
- 교초

## 메모
1. ↑  李心傳《建炎以來朝野雜記》甲集卷十六《東南會子》：「當時臨安之民，复私置便錢會子，豪右主之，錢處和為臨安守，始奪其利，以歸於官。」
2. ↑  《建炎以来系年要录》说绍兴三十一年“置行在会子务，后隶都茶场”。行在会子务后来改名为“行在会子库”，潜说友《咸淳临安志》和吴自牧《梦粱录》中都有会子库而无会子务。
3. ↑  《盘洲文集》拾遗
4. ↑  刘光临：《市场、战争和财政国家——对南宋赋税问题的再思考》，《台大历史学报》第42期，2008年12月
5. ↑  《宋史·食货志下三》记光宗绍熙元年（1190年）宣布第7、第8界会子展界，臣僚言：“会子界以三年为限，今展至再，则为九年，何以示信?”
6. ↑  吕午《左史谏草》附方回《监簿吕公家传》：“端平初……郑清之相，骤废十五界，新行十七界，以准（十）六界之二，而物价腾踊。”
7. ↑  范文瀾：《中國通史》第五卷·（三）統治集團的衰朽
8. ↑  《续资治通鉴长编》卷四四六元佑五年八月乙未

## 참고 문헌
- 彭信威：《中國貨幣史》（上海：上海人民出版社，1958）。
- 汪聖鐸：《宋代的關子》﹐《宋遼金史論叢》第1輯﹐中華書局﹐北京﹐1985。
- 高橋弘臣著，林松濤譯：《宋金元貨幣史研究——元朝貨幣政策之形成過程》（上海：上海古籍出版社，2010）。